# 수도비아인의 서

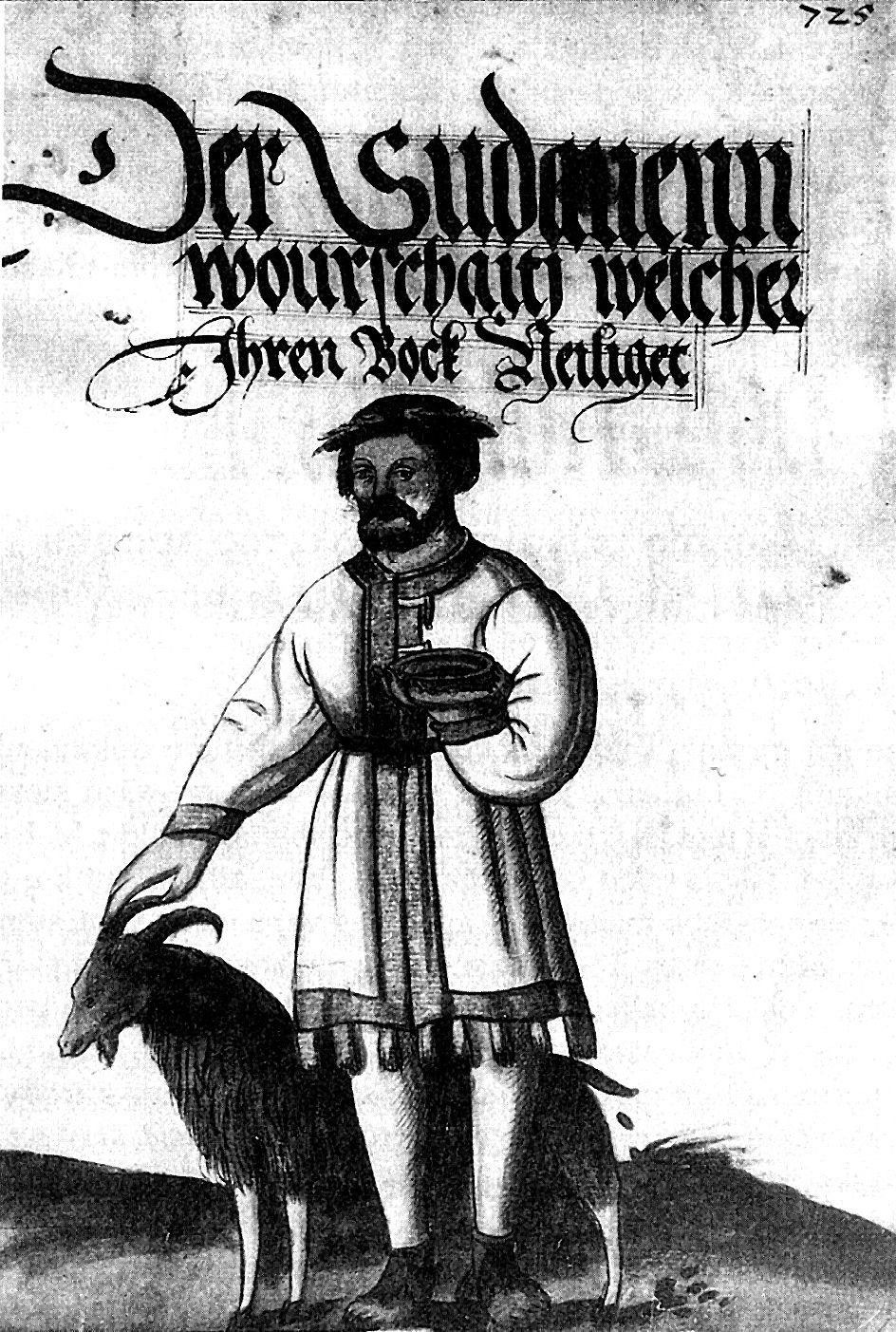
수도비아인의 서에 그려진 염소 제물 그림

수도비아인의 서 (독일어: Sudauer Büchlein, 리투아니아어: Sūduvių knygelė)는 삼비아 출신의  고대 프로이센인의 풍습과 종교, 일상 생활에 관한 익명의 작품이다. 이 원고는 16세기에 독일어로 쓰여졌다. 원본은 소실됐고 이후 사본, 필사본, 출판물로부터 알려져 있다.
현대 역사 학자 사이에서 이 책의 기원과 가치에 대해 의견을 나뉜다. 신뢰성에 대한 의구심에도 불구하고 이 책은 인기를 끌었고 다른 역사책에도 자주 인용되었다. 프로이센 신화의 많은 부분이 이 작품이나 그 파생 작품에 기초하여 재구성 된다.
피터 폰 뒤스부르크의 기록에 따르면 1,600명과 1,500명의  수도비아인이 13세기 말에 삼비아로 이주한 것으로 알려져 있다. 그들의 후손들은 여전히 소위 수도비아 지방에 살고 있었으며 그들의 이교도 신들의 독실한 신자로 알려져 있었다. 따라서 노르베르타스 벨리우스는 이 작품이 프러시아가 아니라 수도비아의 신과 전통을 다루었다고 주장했다.

## 내용
이 책에는 프로이센 신들의 목록이 포함되어 있는데, 이 신들은 일반적으로 하늘에서 땅으로 내려가는 순서에 따라 분류된다.
- 옥코피르무스 (하늘과 별의 최고 신)
- 스와익스틱스 (빛의 신)
- 아우샤우츠 (병자의 신)
- 아우트림푸스 (바다의 신)
- 포트림푸스 (흐르는 물의 신)
- 바르도아이티스 (배의 신)
- 페르그루브리우스 (식물의 신)
- 필니티스 (풍요의 신)
- 페르쿤스 (천둥과 비의 신)
- 펙콜스 (지옥과 어둠의 신),
- 폭콜스 (날 수있는 정령 또는 악마)
- 푸슈카이츠 (지구의 신) 그의 종 바르스투케 (작은 사람들)와 마르코폴

이 책에는 전통적인 결혼식, 장례식, 고인에 대한 예우에 대해 상세히 적혀 있다.  특히, 이 책은 사제(Wourschaity라고 함)가 염소를 제물로 바치는 제사를 아주 자세하게 묘사했다.

### 문헌 자료
1. ↑  The full title varied greatly between different copies of the manuscript. The title of the printed version is usually given as Warhafftige Beschreibung der Sudawen auf Samlandt sambt jhren Bockheyligen vnd Ceremonien (Truthful Description of Goat Sacrifice and Ceremonies by Sudovians from Samland). The manual copies were usually titled Der Vnglaubigen Sudauen ihrer Bockheiligung mit sambt andern Ceremonien, so sie tzu brauchen gepflegeth (The Goat Sacrifice by the Unbelieving Sudovians Along with Other Ceremonies which They Are in the Habit of Performing).